# Maison-Alcan
La Maison-Alcan est l'ancien siège social d'Alcan, maintenant Rio Tinto Alcan, et est situé sur la rue Sherbrooke, dans le Mille carré doré à Montréal. Complété en 1983, le complexe incorpore à la fois la restauration de bâtiments et la construction de nouveaux, ce qui marque un tournant dans l’approche du développement à Montréal et constitue le premier grand projet commercial canadien à intégrer entièrement des bâtiments historiques à une nouvelle construction.
La Maison-Alcan combine la restauration de propriétés du Mille carré doré, soit les maisons Lord-Atholstan, Béique, Holland et Klinkhoff, l'hôtel Berkeley et l'ancienne église Emmanuel Congregational avec la construction d'un nouveau bâtiment recouvert d’aluminium appelé l'édifice Davis. L'hôtel Berkeley, sur la rue Sherbrooke, sert d'entrée principale de l'immeuble et son atrium. Selon La Presse, c'était la première fois qu'une importante société basée à Montréal ait cherché, avec la Maison-Alcan, à préserver les propriétés historiques dans le cadre de la construction d'un nouveau siège social. Compte tenu de la controverse qui a entouré la démolition de la maison Van Horne à proximité, la Maison-Alcan a été une étape importante dans la bataille pour préserver le patrimoine architectural du Mille carré doré.

## Architectes
La Maison-Alcan a été conçue par la firme d'architecture ARCOP (en) de Montréal, avec Ray Affleck comme architecte en chef. Peter Rose (en) a collaboré avec Peter Lanken à la conception et à la planification des espaces intérieurs.

## Vente
En mai 2011, il a été signalé que Rio Tinto Alcan cherchait à se départir de la Maison-Alcan et à déménager vers un nouveau siège social, en raison du coût de la rénovation de l'immeuble et de la réduction de son effectif. Le complexe a été mis en vente par les courtiers immobiliers Cushman & Wakefield, avec une soumission minimale de 30 millions de dollars.
En 2015, Alcan a déménagé son siège social à la tour Deloitte, qui est situé entre la gare Windsor et le Centre Bell.
La Maison-Alcan a été classée comme immeuble patrimonial par le ministère de la Culture et de la Communication le 23 février 2017. La protection s'applique à l'extérieur de tous les bâtiments et à l'intérieur de l'atrium et des maisons Lord-Atholstan et Béique. Elle bénéficie aussi d'une aire de protection. Elle est située dans le site patrimonial du Complexe-de-la-Maison Alcan qui a été classé le même jour. La Maison-Alcan comprend la maison Lord-Atholstan qui est aussi classée immeuble patrimonial. Elle est aussi située dans les aires de protections de la maison George-Stephen et de l'édifice du Mount Royal Club.